# Саяно-Шушенский заповедник
«Сая́но-Шу́шенский» — государственный природный биосферный заповедник в малодоступном районе Западного Саяна на юге Красноярского края на левом берегу реки Енисей в зоне влияния Саяно-Шушенского водохранилища.
Площадь — 3904 км². Рельеф — горный, с высотами от 500 до 2735 м.
Изучает влияние водохранилища на природное сообщество. Основной охраняемый вид — снежный барс. Животный мир заповедника чрезвычайно разнообразен, почти 100 видов являются редкими, исчезающими и включёнными в Красную книгу. Большую часть заповедника занимают леса. Главная ценность — сибирский кедр. Площадь кедровников превышает 1000 км². Входит в состав ассоциации заповедников и национальных парков Алтай-Саянского экорегиона.

## История образования заповедника
Саяно-Шушенская ГЭС проектировалась с 1961 года, c 1966 началось строительство, а в 1975 был перекрыт Енисей. Но ещё в 1967 году появились первые публикации о необходимости создания заповедника в зоне будущего водохранилища: для того, чтобы можно было изучить, что было, что будет в будущем и что есть на самом деле. В 1976 году был организован заповедник. Это был обычный природный заповедник в системе Главохоты. Благодаря его своевременному созданию сотрудники заповедника успели собрать «срез» информации с тех площадей, которые в дальнейшем были затоплены.
Любое водохранилище — это достаточно большая нагрузка на экосистему. И такие нагрузки, естественно, должны быть просчитаны заранее, и соответственно заранее должны быть приняты какие-то компенсационные мероприятия. Причём они должны быть абсолютно адекватными — только в этом случае тот урон, который приносит окружающей среде любая ГЭС, будет минимальным.
Заповедник сразу создавался как одно из компенсационных мероприятий при строительстве ГЭС. Перед заповедником стояла задача сохранить экосистему в том состоянии, в каком она была на момент создания заповедника. В силу его труднодоступности в те годы на территории заповедника не было ни браконьеров, ни лесозаготовителей. Он располагался на площади почти в миллион гектаров, но против этого выступили геологи, обнаружившие значительные залежи асбеста, которые в будущем планировалось использовать. Поэтому заповедник занял свою нынешнюю площадь в 400 тысяч гектаров. С 1978 года начались исследования по всем аспектам — изучался растительный и животный мир, геология, снеговой покров, вода и т. д.
С 1985 года заповеднику был присвоен статус биосферного, то есть его включили в систему международных заповедников ЮНЕСКО. По его новому статусу исследования стали носить комплексный характер. Если в обычном заповеднике азот, пестициды и некоторые другие показатели не фиксируются, то теперь, после строительства специальной станции комплексного фонового мониторинга, начали отслеживать практически все параметры окружающей среды. На регулярной основе проводились анализы растительного покрова, брались пробы снега, которые обрабатывались в отделениях Гидрометцентра Хакасии и Новосибирска.

## Состояние территории на момент заполнения водохранилища

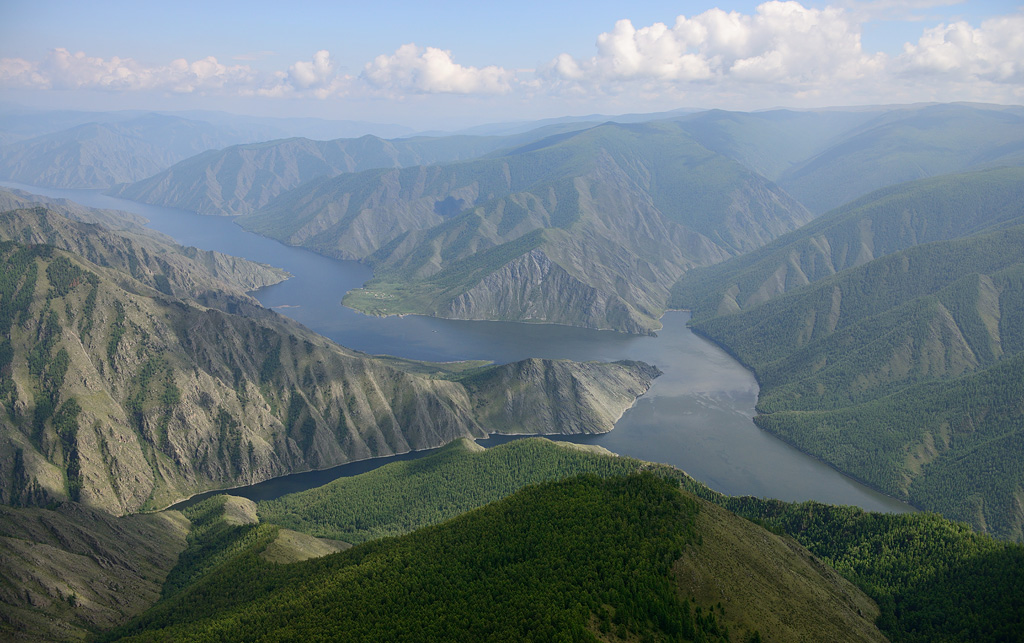
Саяно-Шушенское водохранилище и Саяно-Шушенский заповедник

При заполнении водохранилища 1,2 % территории существующего заповедника было затоплено. Это та территория, которая освобождается каждый год к весне, при сработке водохранилища на 40 м.
Первоначально «пресс» на природу от создания водохранилища был просто колоссален, потому что все, что жило на этой узкой полоске берега, исчезло. Такие прибрежные виды животных как барсук, лиса просто не могли адаптироваться в таком режиме. Грязь была непролазная — животные к воде практически не подходили. Полностью исчезла растительность. Всё это продолжалось примерно 4-5 лет. Первыми освоились растения, и сейчас эта полоса — как зелёный оазис, то есть весной моментально зарастает. Причём все илистые отложения и наложения стабилизировались. Оползневые процессы тоже практически незаметны — всё, что могло сползти, сползло сразу. И теперь затопляемая полоса — это кормовая база зверей.

## Что произошло в дальнейшем

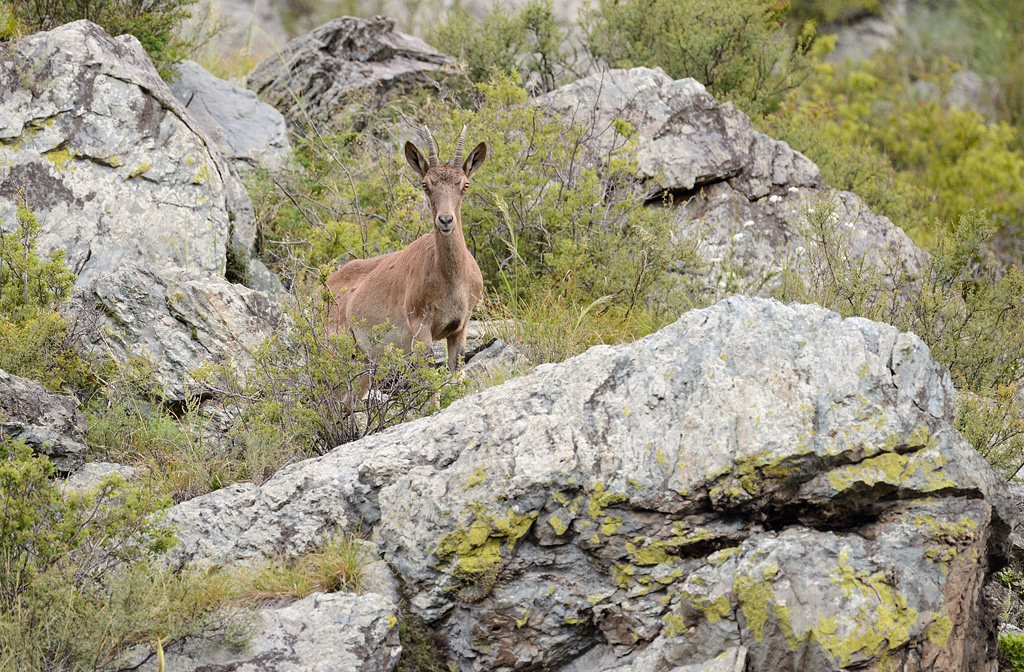
Самка козерога в заповеднике

Первыми адаптировались хищники. В частности волк освоился моментально. А где-то на 10-12 год освоились копытные. Сейчас они осуществляют те же традиционные переходы, которые делали до появления водохранилища. То есть опасения учёных, что популяция козерога, которая считается редкой, будет разорвана — оказались напрасными.
Безусловно, с появлением ГЭС природа изменилась. Стало теплее, по берегам изменился растительный мир. Некоторые виды растений и животных исчезли, но зато более широко стали встречаться сопутствующие человеку виды. Возникла массовая зимовка птиц — сейчас на незамерзающем Енисее зимуют до 10 тысяч уток. И, кроме того, изменился гидрологический режим, то есть прекратились ежегодные половодья.
В связи с увеличением влажности и потепления климата вегетационный период стал больше почти на месяц. Сотрудниками заповедника используется такой метод наблюдения, как фотографирование одной и той же местности с одной точки. На сопоставляемых фотографиях чётко видно, как изменялась растительность, став в конце концов совсем другой. Сухие степные склоны гор сейчас интенсивно зарастают. Значительно чище стала вода в водохранилище. По анализам она в природном состоянии уже может использоваться в качестве питьевой. По этому показателю Енисей ниже ГЭС прекрасно подходит для разведения рыбы. В самом Саяно-Шушенском водохранилище практически исчезли криогенные, то есть те, которые доминировали раньше, виды рыб: хариус, таймень, ленок. Однако во всех приточных речках, в которых прежде водился хариус, он восстановился в прежнем объёме. Восстановился и ленок. Несколько сложнее дело обстоят с тайменем: ловится много молоди тайменя, однако крупных особей пока встречается меньше. Зато появились новые виды рыб. Если брать по общей биомассе, то запасы рыбы сейчас больше. С 2006 года Саяно-Шушенское водохранилище включено в список рыбопромысловых хозяйств.

## Расширение заповедника
В 1994 году постановлением администрации Красноярского края была создана дополнительная охранная зона — ещё 102 тысячи га. Был введён пропускной режим с правом директора заповедника своим приказом вообще прекращать доступ, когда это необходимо. К 2000 году разработан проект биосферного полигона, и ещё на 591 тыс. га, по которому решением Администрации и приказом Комитета госкомэкологии был создан биосферный полигон.
По своему статусу полигон включает:
- непосредственно заповедную территорию;
- переходную зону, где уже можно хозяйствовать, но по особому пропуску;
- зона сотрудничества, где развиваются традиционные виды пользования природы человеком, здесь ведётся охотничий промысел, лесозаготовки и др.

## Об участии в природоохранной работе Саяно-Шушенской ГЭС
В первую очередь, как субъект, порождающий проблему, в этой работе участвует ОАО «Саяно-Шушенская ГЭС имени П. С. Непорожнего», которое финансировало мониторинг. В период с 1994 по 1997 г., когда в стране был «перестроечный» развал, половину всех коммунальных затрат заповедника на себя взяла Саяно-Шушенская ГЭС, а вторую половину — Минусинская ТЭЦ. В 1993 году был разработан документ под названием «Программа мониторинговых исследований в зоне влияния СШГЭС», по которому готовится ежегодный комплексный отчет-исследование о влиянии ГЭС на экологию региона.

## Популяция снежного барса
В Саяно-Шушенском биосферном заповеднике к настоящему моменту живёт двенадцать снежных барсов. Численность ирбиса стабилизировалась за последние несколько лет.